# Flughafen Wrangell

i7
i11
i13
Der Flughafen Wrangell (englisch Wrangell Airport, IATA-Code: WRG, ICAO-Code: PAWG)  ist ein öffentlicher Flughafen, der sich 1,5 Kilometer nördlich von Wrangell im amerikanischen Bundesstaat Alaska befindet. Er wird durch den Staat Alaska betrieben.

## Infrastruktur
Der Flughafen hat eine Asphalt-Start- und Landebahn mit der Ausrichtung 10/28, welche 1828 Meter lang und 46 Meter breit ist.

## Fluggesellschaften und Flugziele
Stand: August 2019
| Fluggesellschaft       | Flugziele  |
| ---------------------- | ---------- |
| Alaska Airlines        | Ketchikan  |
| Alaska Airlines        | Petersburg |
| Alaska Central Express | Ketchikan  |

## Zwischenfälle
Unfälle von Verkehrsflugzeugen mit Totalschaden oder Todesopfern sind derzeit nicht bekannt. 
Dagegen liegen Informationen über mindestens 12 solcher Unfälle mit jeweils 6 Flugzeugen und Hubschraubern der Allgemeinen Luftfahrt vor, die sich zwischen 1968 und Juli 2019 am Flughafen oder in seiner Umgebung ereigneten. Bei 7 dieser Unfälle kamen insgesamt 26 Menschen ums Leben.